# Marcopolo Gran Viale
Marcopolo Gran Viale foi uma carroceria de ônibus urbano fabricada pela Marcopolo nos anos de 2004 a 2014.
Foi lançada em 2004, inicialmente para o mercado externo. As primeiras unidades do modelo foram exportadas para a Colômbia (montados em chassis B12M), logo para os Emirados Árabes e mais tarde para o Chile, além de empresas de transporte brasileiras.
O design do modelo serviu para a criação do Viale DD, versão com piso duplo voltado para linhas turísticas e também para a nova geração do Torino.
O Marcopolo Gran Viale foi atualizado em 2007, onde a frente recebeu mais detalhes e o piso do interior ficou mais alto, assim, evitando que o motor, principalmente como B12M, que ficam entre os eixos, encostasse no assoalho e no banco.
O Gran Viale é mais encontrado na versão articulada e nos chassis Volvo B340M e B290R; Scania K250UB, K250IB 4x2 Urbano, K270UB 4x2 e 6x2 versão álcool (etanol) e por último, K310IB 6x2; Mercedes-Benz O-500MA e O-500M (ambos com a tecnologia BlueTec5) e Volkswagen no 18-320 OT Euro V Low-Entry.
Em países lusófonos, o modelo também é conhecido simplesmente como Viale, visto que é equivalente à versão portuguesa do Viale que era feita em Coimbra exclusivamente com chassis de motor traseiro e piso baixo, e no Brasil para evitar confusão com o modelo Gran Via produzido pela Mascarello.
Foi tirado da linha de produção no final de 2014. junto com o Marcopolo Torino 2007 e um ano após o seu antecessor Viale.